# Reading Minster

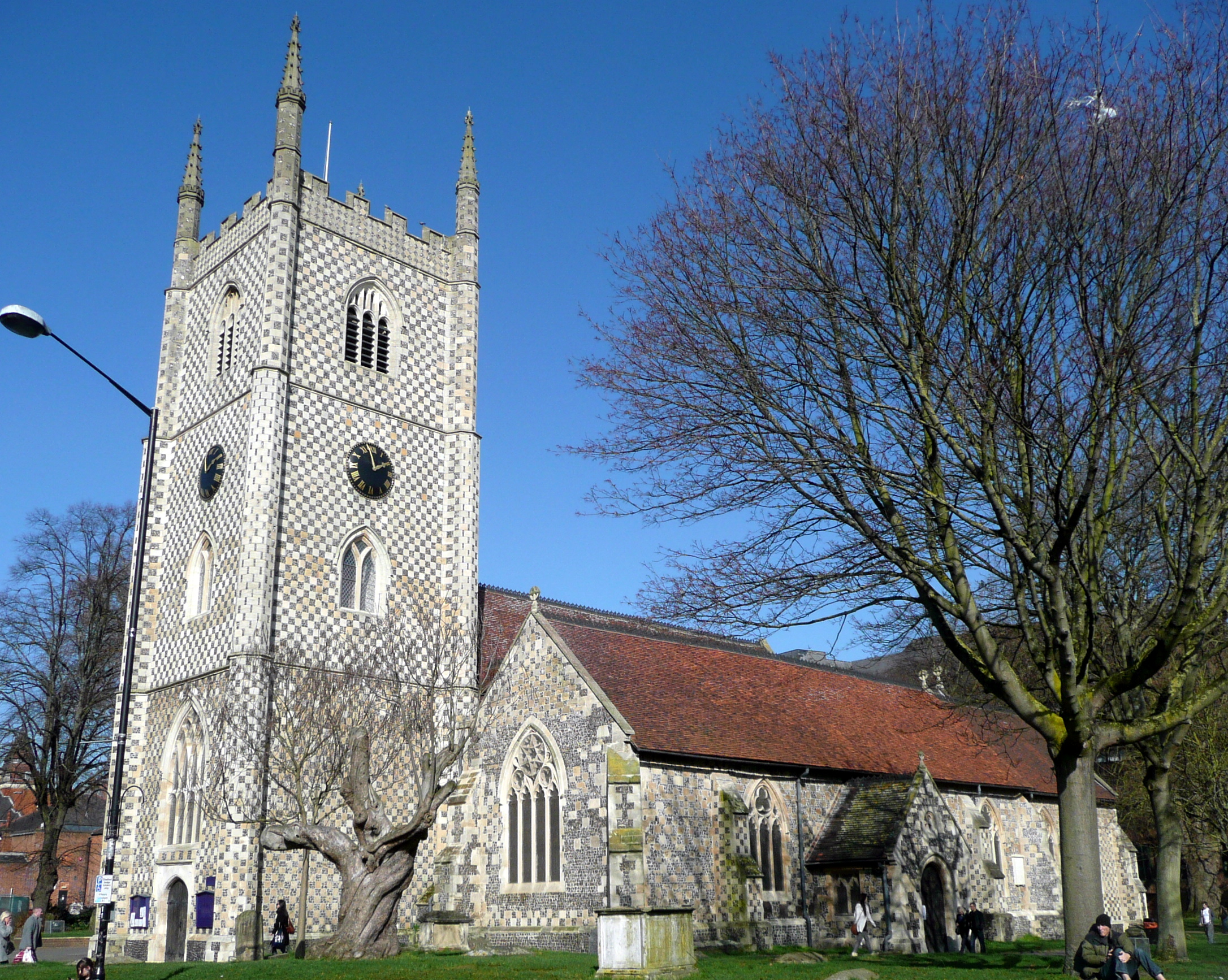
Reading Minster

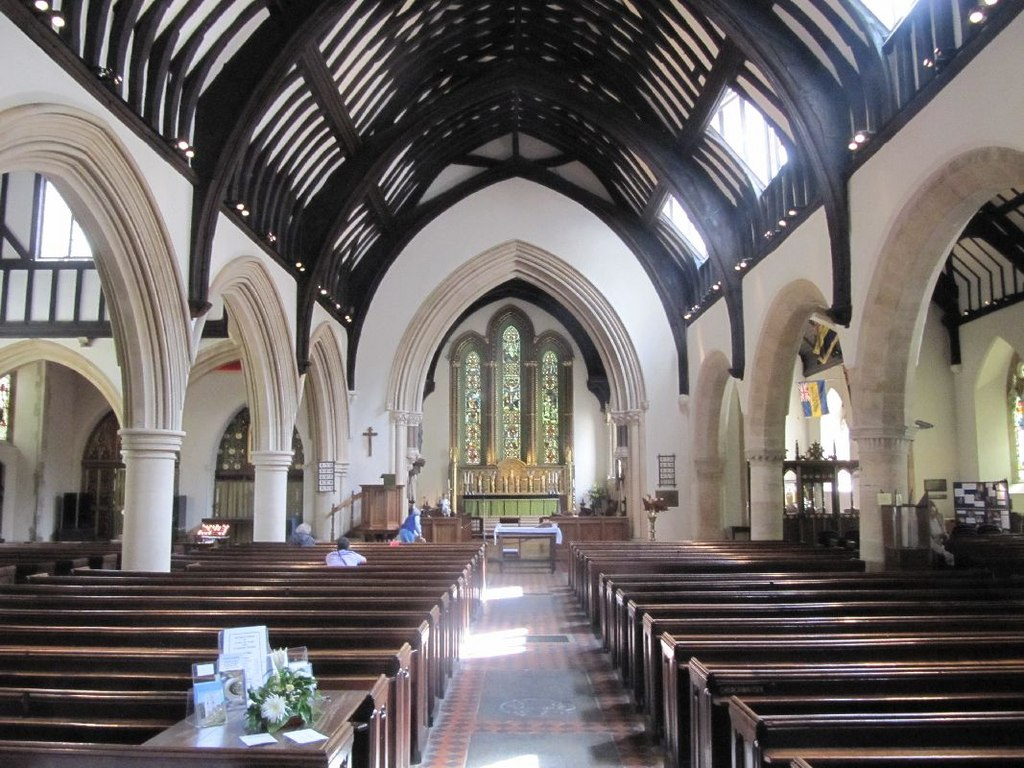
Reading Minster

Das zu Ehren der Jungfrau Maria geweihte Reading Minster ist eine ehemalige Abteikirche in der Großstadt Reading in der Grafschaft (county) Berkshire im Süden Englands. Sie ist als Grade-I-Baudenkmal eingestuft.

## Lage
Die Stadt Reading liegt etwa 72 km (Fahrtstrecke) westlich von London bzw. ca. 35 km westlich von Windsor. Das Minster befindet sich in der Innenstadt.

## Geschichte
Obwohl bereits im 8./9. Jahrhundert an gleicher Stelle eine kleine Kirche existierte, geht die Gründung eines Nonnenklosters auf Elfrida, die Witwe König Edgars (reg. 959–975) im Jahr 979 zurück. Im Jahr 1121 gründete König Heinrich I. ein Männerkloster, welches eines der bedeutendsten ganz Englands wurde. Die gegenwärtige Kirche beruht wahrscheinlich auf einer Initiative des Vikars William de Lincoln im Jahr 1179; sie wurde jedoch nach der Auflösung der englischen Klöster (1536–1541) auf den Status einer Pfarrkirche herabgestuft und um die Mitte des 16. Jahrhunderts stark umgebaut. Man kann annehmen, dass das Schachbrettmuster des Turms und der Außenwände in dieser Zeit entstand.

## Architektur
Die Kirche war ursprünglich einschiffig; im 16. Jahrhundert wurden jedoch zwei Seitenschiffe angefügt. In dieser Zeit wurde auch der Glockenturm gebaut und mit einem Schachbrettmuster überzogen. Alle drei Schiffe sind von Holzkonstruktionen überspannt. Der Chorbereich schließt flach.